# Fumi Nikaidō
Fumi Nikaidō (二階堂 ふみ?, Nikaidō Fumi; Naha, 21 settembre 1994) è un'attrice e modella giapponese, vincitrice del premio Marcello Mastroianni alla 68ª Mostra internazionale d'arte cinematografica di Venezia per Himizu di Sion Sono.

## Filmografia

### Film
- Sorasoi (2009)
- Toad's Oil (2009)
- Ringing in Their Ears (2011) - Michico Narita
- Looking for a True Fiancee (2011) - Emi
- Himizu (2011) - Keiko Chazawa
- The Warped Forest (2011)
- The Boy Inside (2012) - Kie
- Lesson of the Evil (2012) - Reika Katagiri
- Brain Man (2013) - Noriko Midorikawa
- Why Don't You Play In Hell? (2013) - Michico
- Mourning Recipe (2013) - Imo
- Watashi no otoko (2014) - Hana Kusarino
- The World of Kanako (2014)
- Au revoir l' ete (2014) - Noriko
- Hibi Rock (2014) - Saki Utagawa
- Farewell, Money (2015)
- Misono Universe (2015)
- This Nation's Sky (2015) - Satoko
- Bitter Honey (2016) - Akago
- Wolf Girl and Black Prince (2016) - Erika Shinohara
- Kako: My Sullen Past (2016) - Kako
- Somebody (2016) - Rika
- Scoop! (2016) - Nobi Namekawa
- Inuyashiki (2018) - Shion Watanabe[1]
- River's Edge (2018) - Haruna Wakakusa[2]
- Tonde Saitama (2019) - Momomi Dan'noura
- Tezuka's Barbara (2019) - Barbara
- Tōi yamanami no hikari (遠い山なみの光?), regia di Kei Ishikawa (2025)

### Televisione
- Atami no Sousakan (Asahi Television/2010) - Remi Amari
- The Tempest (NHK/2011) - Omoedo[3]
- Future Diary (Fuji Television/2012) - Megumi Fuwa
- Taira no Kiyomori (NHK/2012) - Taira no Tokuko[4]
- Woman (NTV/2013) - Shiori Uesugi
- Gunshi Kanbei (NHK/2014) - Lady Chacha[5]
- Henshin (WOWOW/2014) - Megumi Hamura[6]
- A Far Promise ~ The Children Who Became Stars (TBS/2014)
- Mondai no Aru Restaurant (Fuji Television/2015) - Yumi Nitta[7]
- Soshite, dare mo inakunatta (NTV/2016) - Sanae Kuramoto[8]
- Teacher Gappa (NTV/2016) - Aiko Muramoto[9]
- Shiawase no Kioku (TBS-MBS/2017) - Fuyuka Tsushima[10]
- Sumu Sumu (NTV-Hulu/2017) - Fumi Nikaido[11]
- Frankenstein's Love (NTV/2017) - Tsugumi Tsuguru[12]
- Segodon (NHK/2018) - Aikana[13]
- In This Corner of the World (TBS/2018) - Rin Shiraki[14]
- Shōgun – miniserie TV (2024)

## Premi e riconoscimenti
| Anno | Premio                                                      | Categoria                                     | Lavoro                                       | Risultati       |
| ---- | ----------------------------------------------------------- | --------------------------------------------- | -------------------------------------------- | --------------- |
| 2011 | 3rd TAMA Film Awards                                        | Best New Actress                              | Ringing in Their Ears                        | Vincitore/trice |
| 2011 | 68ª Mostra internazionale d'arte cinematografica di Venezia | Premio Marcello Mastroianni per Young Actress | Himizu                                       | Vincitore/trice |
| 2013 | Japan Academy Prize                                         | Newcomer of the Year                          | Himizu, Lesson of the Evil                   | Vincitore/trice |
| 2013 | TAMA Film Awards                                            | Best Actress                                  | Watashi no otoko                             | Vincitore/trice |
| 2013 | New York Asian Film Festival                                | Rising Star Award                             | Watashi no otoko                             | Vincitore/trice |
| 2013 | Asian Film Awards                                           | Best Supporting Actress                       | Why Don't You Play in Hell?                  | Candidato/a     |
| 2013 | Yokohama Film Festival                                      | Best Supporting Actress                       | Why Don't You Play in Hell?, Mourning Recipe | Vincitore/trice |
| 2013 | Blue Ribbon Awards                                          | Best Supporting Actress                       | Why Don't You Play in Hell?, Brain Man       | Vincitore/trice |
| 2015 | Japan Academy Prize                                         | Best Actress                                  | My Man                                       | Candidato/a     |
| 2015 | Elan d'or Awards                                            | Newcomer of the Year                          | Herself                                      | Vincitore/trice |
| 2016 | Hochi Film Award                                            | Best Supporting Actress                       | Scoop!, Somebody                             | Candidato/a     |
| 2016 | Nikkan Sports Film Award                                    | Best Actress                                  | Kako: My Sullen Past, Bitter Honey           | Candidato/a     |
| 2016 | Nikkan Sports Film Award                                    | Best Supporting Actress                       | Scoop!, Somebody                             | Candidato/a     |